# El Harrach
El Harrach là một đô thị thuộc tỉnh Alger, Algérie. Dân số thời điểm năm 2002 là 48.167 người.